# Chiromantis samkosensis
Espèce
Statut de conservation UICN

 VU B1ab(iii) : Vulnérable
Chiromantis samkosensis est une espèce d'amphibiens de la famille des Rhacophoridae.

## Description
Cette grenouille a un sang de couleur verte et des os bleu turquoise.

## Répartition
Cette espèce est endémique de la province de Pothisat au Cambodge. Elle se rencontre dans la chaîne des Cardamomes, à environ 500 m d'altitude.

## Étymologie
Son nom d'espèce, composé de samkos et du suffixe latin -ensis, « qui vit dans, qui habite », lui a été donné en référence au lieu de sa découverte, le mont Samkos.

## Publication originale
- Grismer, Neang, Chav & Holden, 2007 : A new species of Chiromantis Peters 1854 (Anura: Rhacophoridae) From Phnom Samkos in the northwestern Cardamom Mountains, Cambodia. Herpetologica, vol. 63, no 3, p. 392–400.